# Bergfeld (Flörsbachtal)
Koordinaten: 50° 5′ 56,3″ N, 9° 25′ 29,1″ O
Das Bergfeld ist eine 470 m hoch gelegene Rodungsinsel auf dem Gebiet der Gemeinde Flörsbachtal im hessischen Naturpark Spessart, nachdem es 1768 zum heutigen Flörsbachtaler Ortsteil Kempfenbrunn kam. Es liegt zwischen Gelnhausen und Lohr am Main und etwa 1,5 Kilometer von der Landesgrenze zu Bayern entfernt und ist über die Kreisstraße 892 zwischen Kempfenbrunn und Mosborn erreichbar. Es wird auch vom Kulturwanderweg Kempfenbrunn des Archäologischen Spessartprojekts gequert. Das landwirtschaftlich genutzte Bergfeld liegt unterhalb des Wellersbergs.